# Marquette-lez-Lille
Marquette-lez-Lille är en kommun i departementet Nord i regionen Hauts-de-France i norra Frankrike. Kommunen ligger i kantonen Lille-Ouest som tillhör arrondissementet Lille. År 2022 hade Marquette-lez-Lille 11 709 invånare.

## Befolkningsutveckling
Antalet invånare i kommunen Marquette-lez-Lille
| Referens: INSEE |